# ヘフナー・500-1
ヘフナー・500-1 (Karl Höfner 500-1, 500/1とも表記) は、ドイツの楽器メーカー、カール・ヘフナー社が製造するエレクトリックベースである。通称、ヴァイオリンベースとも呼ばれている。
ビートルズのメンバーである、ポール・マッカートニーがデビュー前から愛用しているベースとして有名であり、少なくともポールは左利き用を1961年製(通称、キャバーンベース)と1963年製の2本を所有・愛用している。
材は、胴の前面がスプルース、後面・側面及びネックがメイプルでできている。

## 特徴
外観の特徴としては、ベースとしては小型であること、左右対称の形状であること、ヴァイオリンに形状が似ている(実際の形状はコントラバスの方が似ている)ことである。
1961年製のボディの表面は単板の削り出しのアーチドトップで、裏面はプライ・ウッドのフラットバックである。1963年製は、表面・裏面ともにプライ・ウッドのアーチド・タイプである。
当時のボディにはストラップピンが付いておらず、ネック側のストラップはネックとボディの隙間に巻き付けて結び付け、ボディエンド側はテールピースに結び付けるか、金属パーツで引っ掛ける形で固定するという仕様になっている（当時はそういう風にしかストラップを付けられなかった。現行モデルではボディエンドのみストラップピンが付いているが、ネックの根元にストラップピンを付けられる場所がある。ポール・マッカートニーは現在はボディエンドとネックの根元の両方にロック式のストラップピンを取り付けている）。ヘッドに刻印されているヘフナーのロゴは、製造時期により縦書き（大文字）と横書き（大文字・小文字・筆記体）が存在する。
今でこそビートルズ人気に押されて高値が付けられているが、当時は廉価モデルとして発売されており、ポール・マッカートニーはそこも入手の理由に挙げている。
2005年以降、中国で生産された廉価モデルのHCT500/1（コンテンポラリー・シリーズ）が発売されている。
2007年以降、アメリカ市場ではHCT500-1より更に廉価版の中国製Icon（B-BASS Icon Series）がリリース。
2010年以降、Iconから名前を変えた、中国製・インドネシア製Ignition Bass（B-BASS Hi-Series）がリリースされている。

## 誕生
1955年、ウォルター・ヘフナーは、フェンダー社やギブソン社が1950年代前後にエレクトリックベースの生産を始めたのを見て、以前から考えていたエレクトリックベースについて、他のコントラバス等の生産ラインに乗せる事が可能なのではないかと考え、ギブソン社よりも高品質のバイオリン型エレクトリックベースの生産が可能であるとした。
翌年の1956年、ヘフナー社は、500-1型バイオリンベースを完成させた。

## 使用したことのある（または使用中の）主なミュージシャン
- ポール・マッカートニー（ビートルズ、ウイングス）
- ブライアン・ウィルソン、カール・ウィルソン（ザ・ビーチ・ボーイズ）
- 岸部修三〈岸部一徳〉（ザ・タイガース）
- 加藤充（ザ・スパイダース）
- 清水仁（ザ・バッド・ボーイズ）
- 矢沢永吉（キャロル）
- tetsuya（L'Arc〜en〜Ciel）
- 直井由文（BUMP OF CHICKEN）
- 高橋ジョージ（THE 虎舞竜）
- Mr.オクレ（芸人・元バンドマン）
- ボブ・ボーグル （ザ・ベンチャーズ）
- 宮城伸一郎（チューリップ）
- 山森正之（THE SHAMROCK）
- ハウイー・エプスタイン（トムペティ＆ザ・ハートブレーカーズ）62 re-issue(20/40)
- 細野晴臣（プラスティック・オノ・バンド[2]）63 re-issue(V63)
- サトミ・マツザキ（ディアフーフ）
- 中川敬輔（Mr.Children）
- 亀田誠治（東京事変）「空が鳴っている」のPVで使用
- 加藤慎一（フジファブリック）
- 丸山隆平（関ジャニ∞）

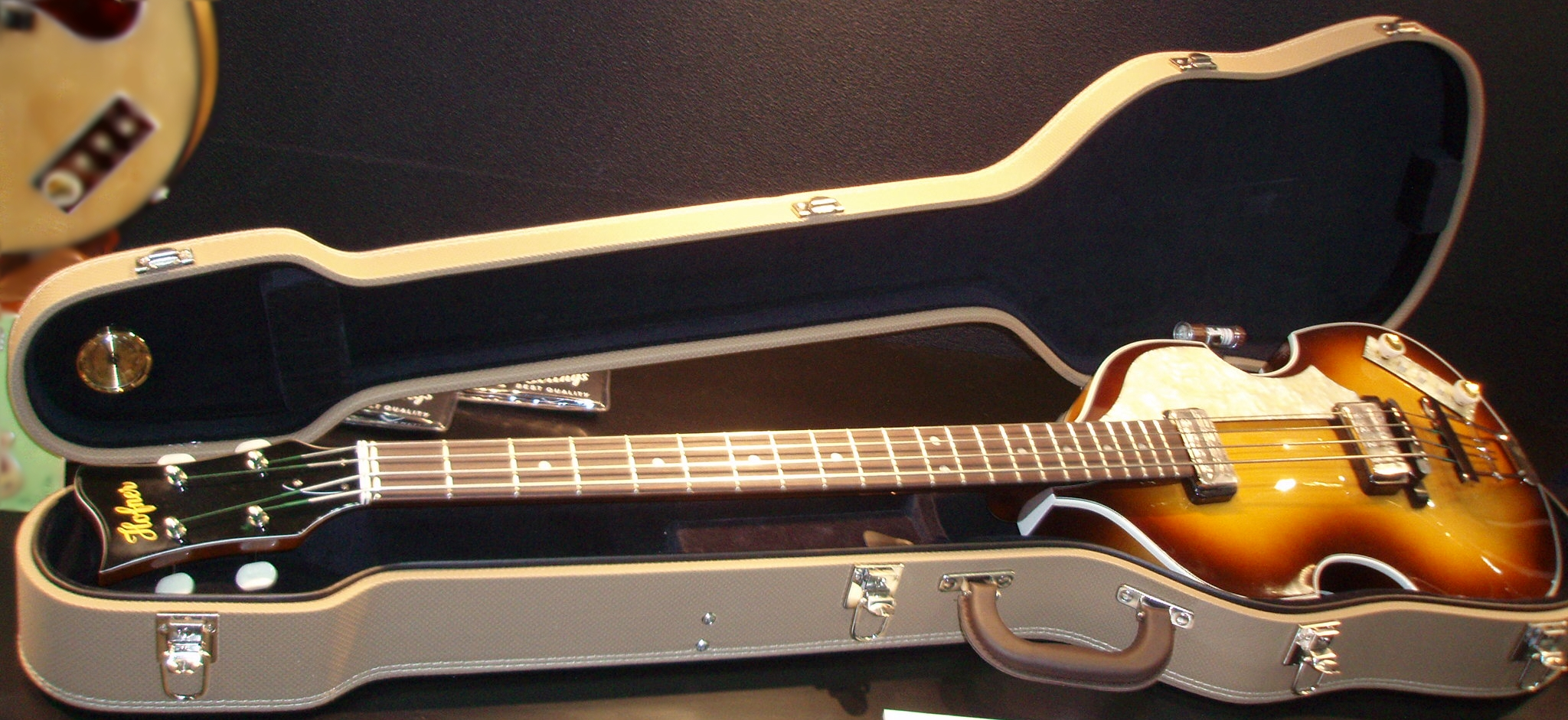
ヘフナー・500/1 ヴィンテージ'62 ワールド・ヒストリー 右利き用
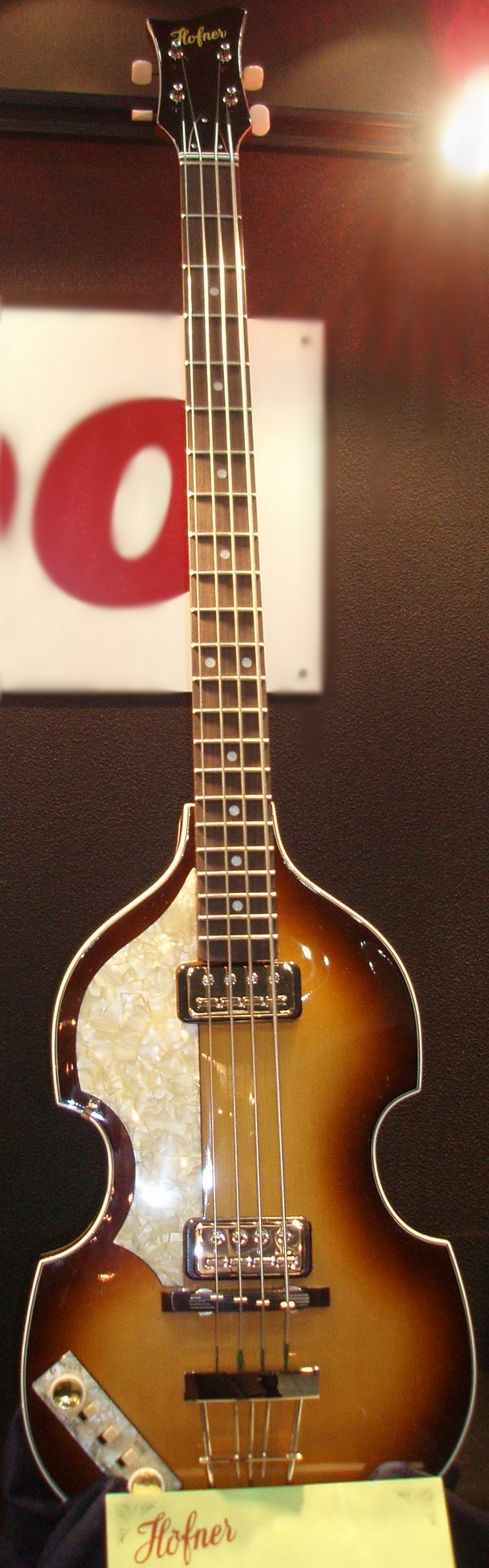
ヘフナー・500/1 ヴィンテージ'62・ワールド・ヒストリー・左利き用
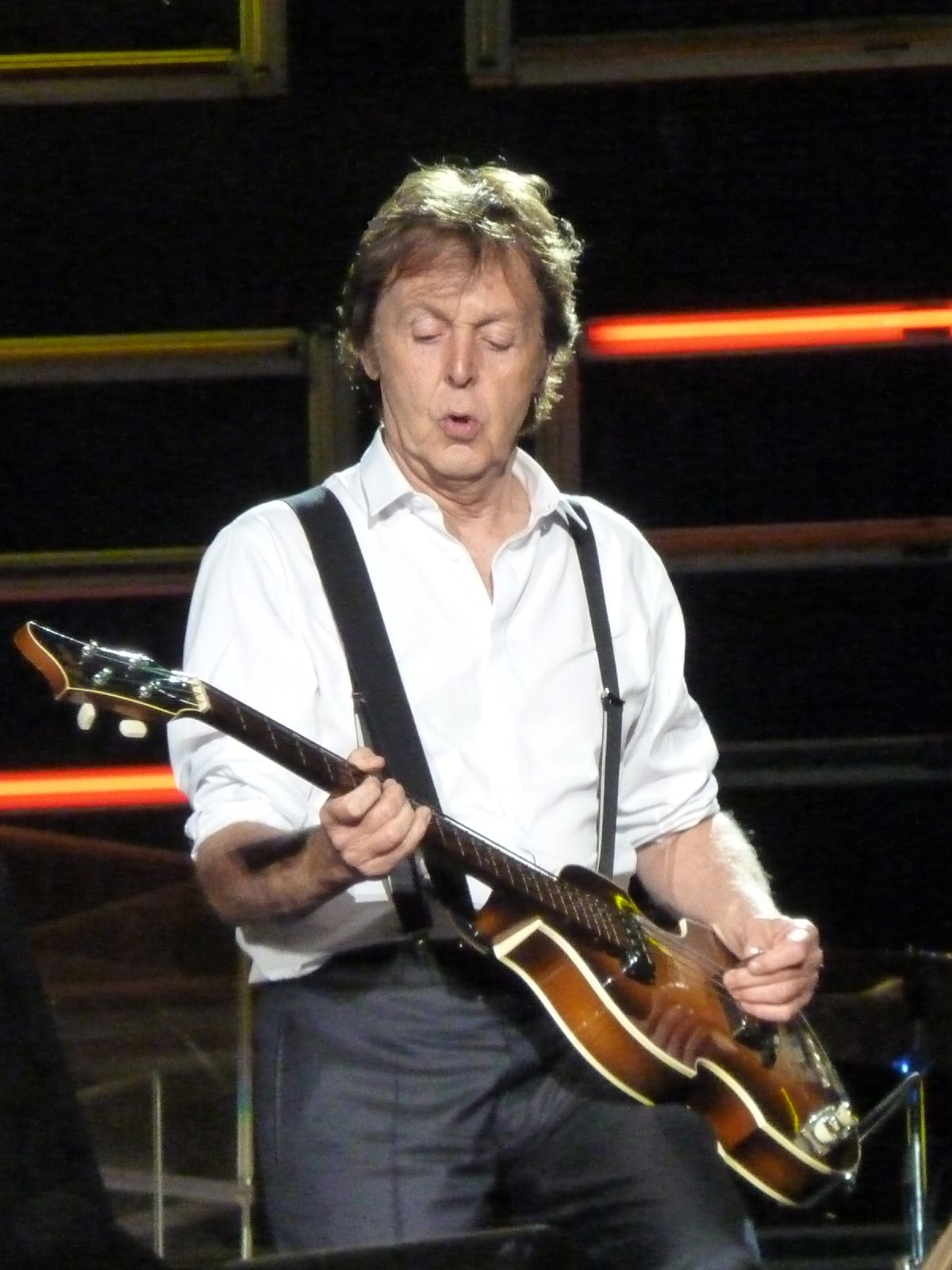
ヘフナー・500-1を演奏するポール・マッカートニー